# 8 Dywizjon Taborów

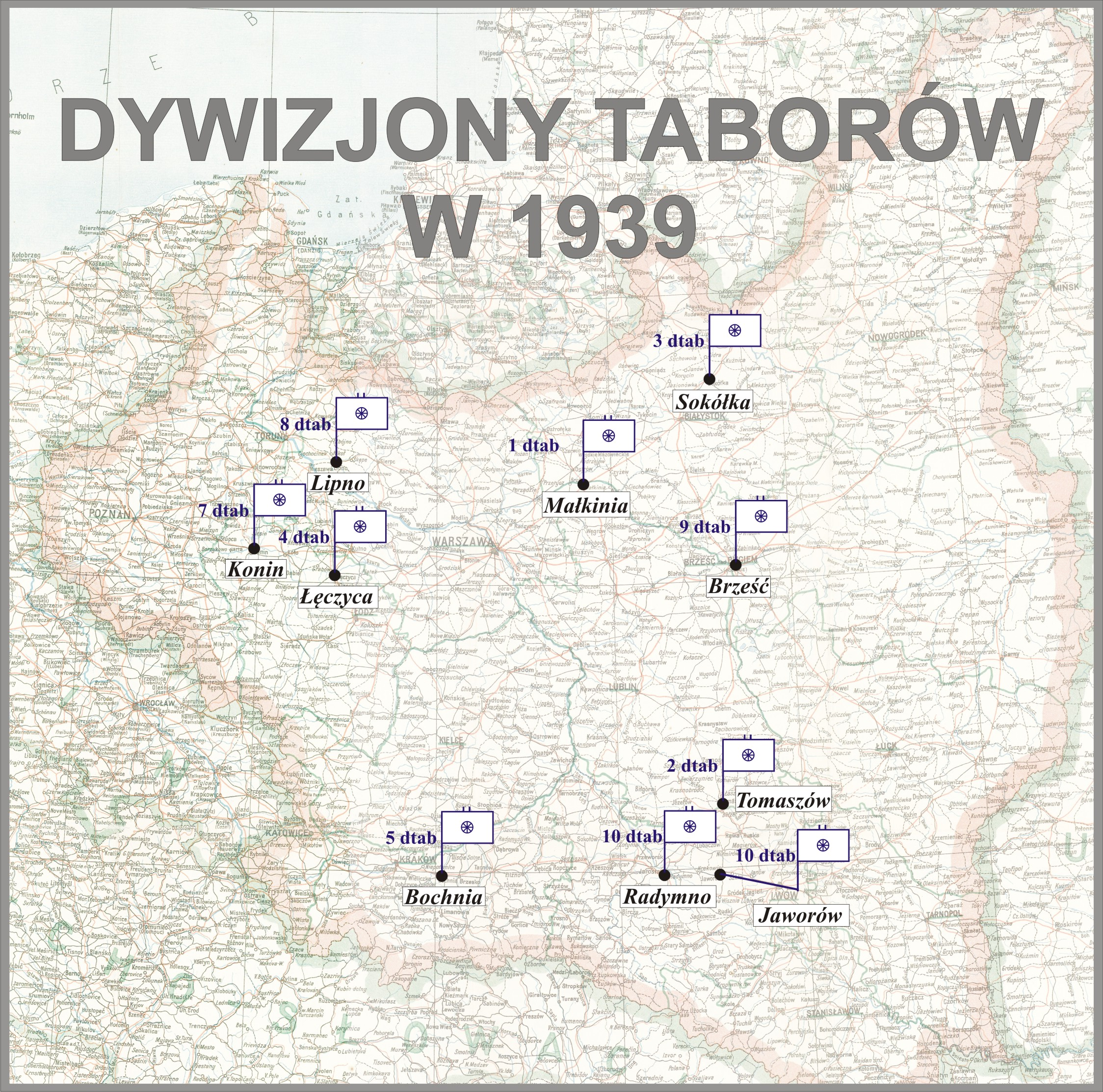
Polskie dywizjony taborów w 1939

8 Dywizjon Taborów – oddział taborów Wojska Polskiego w II Rzeczypospolitej.
W okresie swojego istnienia jednostka przechodziła kilkakrotnie reorganizację. W 1923 dywizjon stacjonował w Toruniu, a w 1939 kadra 8 dywizjonu taborów stacjonowała w Lipnie.

## Forowanie i zmiany organizacyjne
W 1923 dywizjon podlegał  Dowództwu Okręgu Korpusu Nr VIII i stacjonował w Toruniu. Dowódca dywizjonu pełnił jednocześnie funkcję szefa taborów Okręgu Korpusu Nr VIII.
1 października 1925, w związku z reorganizacją wojsk taborowych, dywizjon został przeformowany w 8 szwadron taborów. Jednocześnie zostało utworzone Szefostwo Taborów Dowództwa Okręgu Korpusu Nr VIII. W lipcu 1926, „w związku z redukcją stanów liczebnych formacji taborowych (rozkaz MSWojsk. Oddz. I Szt. Gen. L. 2579/org. i rozporządzenie wykonawcze Dep. II L. 1600/tab. tjn.)” szwadron został skadrowany.
12 września 1930 roku została wydana „Organizacja taborów na stopie pokojowej. Przepisy służbowe”, a 18 września 1930 roku został wydany rozkaz o wprowadzeniu w życie organizacji formacji taborowych. 8 szwadron taborów został przeformowany w kadrę 8 dywizjonu taborów.
W 1939 kadra 8 dywizjonu taborów stacjonowała w Lipnie.

## Struktura organizacyjna
Organizacja dywizjonu w 1923
- dowództwo dywizjonu
- cztery lub pięć szwadronów taborowych[b]
- skład i warsztat taborowy
- kadra szwadronu zapasowego
- kadra Okręgowego Szpitala Koni nr VIII w Toruniu[9]
- kolumny przewozowe

## Obsada personalna
Dowódcy dywizjonu i szwadronu oraz komendanci kadry
- ppłk tab. Edmund Schäffer (IV 1923[10][11][12] – 1 X 1925 → szef Szefostwa Taborów DOK VIII[13])
- mjr tab. Władysław Brunne-Selim (1 X 1925[14] – VII 1926 → szef Szefostwa Taborów DOK V[15])
- rtm. tab. Leon Oktawian Michalewski (p.o. VII[16] – XI 1926 → kwatermistrz szwadronu[17])
- kpt. tab. Franciszek Drwota (XI 1926[18] – 1 IV 1929 → kierownik referatu taborów Szefostwa Intendentury i Taborów OK VIII[19])
- kpt. tab. Czesław Sław-Góralik (XII 1929[20] – X 1930[7])
- mjr tab. Szymon Skoczylas (od X 1930[7][21])
- kpt. Stanisław Władysław Mężyk (był III 1939)

Zastępcy dowódcy dywizjonu
- mjr tab. Wincenty Kluska (do 1 XI 1923 → dowódca 2 dtab[22][11][23])

Kwatermistrzowie
- rtm. tab. Marian Metelski (1 X 1925[13][16] – XI 1926 → p.o. dowódcy 3 szw. tab.[18])
- rtm. tab. Leon Oktawian Michalewski (XI – XII 1926 → tymczasowo do dyspozycji szefa taborów OK VIII[24])
- rtm. tab. Ludwik Guzik (od XII 1926[24][25])

Obsada personalna kadry 8 dywizjonu taborów w marcu 1939
- komendant kadry – kpt. Mężyk Stanisław Władysław
- oficer mobilizacyjny – kpt. Sedlak Władysław
- oficer administracyjno-materiałowy – kpt. Satkiewicz Józef

### Żołnierze dywizjonu – ofiary zbrodni katyńskiej
Biogramy zamordowanych znajdują się na stronie internetowej Muzeum Katyńskiego
| Nazwisko i imię         | stopień              | zawód              | miejsce pracy przed mobilizacją | zamordowany |
| ----------------------- | -------------------- | ------------------ | ------------------------------- | ----------- |
| Morawski Józef          | podporucznik rezerwy | agronom            |                                 | Katyń       |
| Tomaszewski Józef       | podporucznik rezerwy |                    |                                 | Katyń       |
| Pęski Roman             | porucznik rezerwy    | inżynier leśnictwa |                                 | Charków     |
| Sedlak Władysław        | kapitan              | żołnierz zawodowy  | (e)                             | Charków     |
| Wawrzyniec Typrowicz    | mjr tab. rez. dr     | prawnik            | notariusz we Lwowie             | Charków     |
| Dziewoński Mieczysław   | porucznik rezerwy    | handlowiec         |                                 | Kalinin     |
| Waligóra Czesław Teodor | porucznik rezerwy    | ziemianin          | wł. majątku Górki Tczewskie     | BLK         |